# Şərəf-Orden
Der Şərəf-Orden (aserbaidschanisch: “Şərəf” ordeni, auf Deutsch: Orden der Ehre oder Ehrenorden) ist ein Orden der Republik Aserbaidschan. Bei seiner Einführung Ende 2007 war er der fünfthöchste von acht Orden der Republik Aserbaidschan. Seit Ende 2017 ist er der sechsthöchste Orden der Republik Aserbaidschan.

## Geschichte
Die Einrichtung des Şərəf-Ordens wurde am 16. Februar 2007 zusammen mit der Einrichtung des Dostluq-Ordens durch das Gesetz Nr. 248-IIIQ „über die Einrichtung der Orden ‚Ehre‘ und ‚Freundschaft‘ der Republik Aserbaidschan“ (Azərbaycan Respublikasının “Şərəf” və “Dostluq” ordenlərinin təsis edilməsi haqqında) von den Abgeordneten der Nationalversammlung der Republik Aserbaidschan beschlossen. Offiziell gestiftet wurde der Orden am 12. März 2007 mit der Unterzeichnung des Dekrets Nr. 2029 durch Präsident İlham Əliyev.
Eine kleinere Überarbeitung erhielt der Şərəf-Orden am 25. November 2013 durch die Unterzeichnung des Dekrets Nr. 84 mit dem das Gesetz Nr. 726-IVQD vom 30. September 2013 in Kraft trat. Eine Änderung hinsichtlich der Tragweise des Şərəf-Ordens nach dem Azərbaycan-Bayrağı-Orden bzw. dem 2017 neu gestifteten Rəşadət-Orden wurde am 1. Mai 2018 in der Nationalversammlung der Republik diskutiert, ist aber noch nicht als Gesetz in Kraft getreten.

## Verleihungskriterien und Tragweise
„1. Der ‚Şərəf‘-Orden der Republik Aserbaidschan wird den Bürgern Aserbaidschans, ausländischen Bürgern und Staatenlosen verliehen:
1.1. für große Dienste für den Staat und die Bevölkerung der Republik Aserbaidschan;
1.2. für besondere Leistungen für die Staatlichkeit der Republik Aserbaidschan;
1.3. für außergewöhnliche Leistungen in der wirtschaftlichen, wissenschaftlich-technischen, sozio-kulturellen Entwicklung des Landes;
1.4. für große Dienste in den Bereichen Wissenschaft, Kultur, Literatur, Kunst, Bildung und Gesundheit.
2. Der ‚Şərəf‘-Orden wird auf der linken Seite der Brust und in Anwesenheit anderer Orden und Medaillen der Aserbaidschanischen Republik nach dem ‚Azərbaycan-Bayrağı‘-Orden getragen.“